# Leonhard Weber (Kristallograph)
Leonhard Weber (* 23. Januar 1883 in Wohlen; † 20. Juni 1968 in Solothurn) war ein Schweizer Kristallograph, Mineraloge und Hochschullehrer.
Weber wurde 1917 an der Universität Freiburg (Schweiz) (Fribourg) promoviert, mit seiner Arbeit Über die Prismenmethode zur Bestimmung der Brechungsindizes optisch zweiachsiger Kristalle ohne Absorptions- und Drehungsvermögen. Er war Professor für Mineralogie an der Universität Zürich und von 1925 bis 1955 an der Universität Fribourg.
1929 leitete er die von Carl Hermann gefundenen 80 zweiseitigen Flächenornamente der Ebene ab, wobei er von der Arbeit von Paul Niggli (1919) ausging. Etwa gleichzeitig wurden sie auch von Heinrich Heesch abgeleitet, der damals in Zürich war. 1925 gab er eine neue Darstellung der Herleitung der 230 Raumgruppen.